# Karl Christian Friedrich Krause
Karl Christian Friedrich Krause (Eisenberg, Turíngia, 6 de maig de 1781 - Múnic, 27 de setembre de 1832), fou un filòsof alemany, precursor del krausisme.
Fill d'un ministre protestant, va ingressar en la Universitat de Jena, on va escoltar a Fichte i Schelling seguint el projecte idealista. Va ser docent privat en les Universitats de Jena, Berlín i, finalment, en la de Gotinga, sense assolir mai una càtedra.
Les seves obres fonamentals són les "Vorlesungen über das System der Philosophie" (1828), que contenen la metafísica, i el "Urbild der Menschheit" (1811), a més d'escrits maçònics. La idea per la qual és més conegut és la del panenteisme, terme que va inventar per a eludir les acusacions de panteisme que se li feien al seu pensament en la Universitat de Gotinga. El panenteisme consisteix en una estructura metafísica que pretén conjugar la immanència i la transcendència de Déu sobre el món.
En teoria social destaca per defensar l'autonomia de les diferents esferes de l'ésser humà, com la ciència i l'educació, i va ser pioner a reivindicar la igualtat de drets entre l'home i la dona, els drets dels nens així com els drets de la naturalesa, això és, l'ecologisme. Va exercir una gran influència tant a Espanya com a Amèrica Llatina, i a Alemanya ho va fer, sobretot, per la influència que va exercir en el pedagog Friedrich Fröbel.